# Bébé Lilly
Pour les articles homonymes, voir Lilly.
 (juin 2010).
Si vous disposez d'ouvrages ou d'articles de référence ou si vous connaissez des sites web de qualité traitant du thème abordé ici, merci de compléter l'article en donnant les références utiles à sa vérifiabilité et en les liant à la section « Notes et références ».
Bébé Lilly est une chanteuse pour enfants virtuelle d'animation 3D créée par Akad Daroul, et lancée sur le marché français en début de 2006 par Sony BMG Music France.

## Biographie

### Mon monde à moi(2006)
C'est le 1er avril 2006 que sort le premier single estampillé Bébé Lilly, Allô Papy, sur le label Sony Music . 
Après deux semaines, le titre gagne la 5e place du Top 50. Il reste 23 semaines dans le Top 100 des ventes de singles en France. Il se classe aussi 26e en Belgique wallonne. Allô Papy est certifié disque d'argent en deux mois.
Le 10 juin 2006, le deuxième extrait fait son apparition à la 12e position française. Il se nomme Les Bêtises, une reprise d'une chanson de Sabine Paturel sortie dans les années 1980. Le titre se classe la semaine suivante à la 8e place. La chanson reste pendant vingt semaines dans le Top 100. L'extrait arrive à la 90e place en Suisse et à la 13e position en Belgique wallonne.
Durant la semaine de Les Bêtises sort le premier album Bébé Lilly, intitulé Mon Monde A Moi. Arrivé en une semaine à la 32e place, il sort du top 100 au bout de la 11e semaine. L'album se vend à environ 60 000 exemplaires, ce qui en fait un disque d'or.
Le 30 septembre de la même année, le troisième single entre à la 5e place en France. Ce nouvel extrait se nomme La Jungle des animaux. Après deux semaines, ce titre prend la 4e place pendant deux semaines. Le single reste dans le Top 100 pendant 22 semaines et est certifié disque d'argent.
Le 17 février 2007, Les Cow-boys, le quatrième et dernier extrait de l'album Mon monde à moi se positionne à la 6e place du Top 50. Le single reste dans le Top 100 pendant 25 semaines. Il se vend à 65 000 exemplaires.

### CompilationLes Vacances de Bébé Lilly
Le single Le Mégamix paraît le 12 mai 2007 et prend la 13e position des singles français. Le titre reste 19 semaines dans le Top 100, en passant par la 5e place. Les textes sont signés par les trois compositeurs des singles du premier album.
La compilation, réunissant des titres du premier album et des chansons d'autres groupes ou marques (Cascada, Dora l'exploratrice, Pigloo, etc.) arrive à la 57e position et ne reste à la vente qu'une seule semaine.

### Mon tour du monde à moi(2007)
Le 1er septembre 2007 sort Les Pirates, le sixième single Bébé Lilly. Il arrive à la 10e place la semaine suivante, c'est le meilleur classement du titre. Il reste 25 semaines dans le Top 100.
En même temps que ce single, l'album Mon tour du monde à moi fait son entrée à la 59e position. Il tient onze semaines dans le Top 200 et l'album ne dépasse pas les 25 000 exemplaires vendus.
Le 8 décembre 2007, le titre 1000 et une nuits, , est mis sur le marché et atteint la 12e place des singles français. La chanson reste 12 semaines dans le Top 100.
Le 24 mai 2008, Dans l'espace, le troisième extrait de l'album, fait son entrée à la 7e place, où il reste pendant trois semaines consécutives. En tout, le single reste 24 semaines dans le Top 100 Français et arrive à la 52e place en Belgique. Le single est certifié disque d'argent.

### Les Aventures De Bébé Lilly(2008)
Le troisième album de Bébé Lilly, nommé Les aventures de Bébé Lilly, entre à la 60e place le 24 mai 2008. La semaine suivante, l'opus est 34e, son meilleur classement. En tout, l'album reste 22 semaines dans le Top 200 des ventes d'albums en France.
C'est le 19 juillet 2008 que La Changa, le neuvième single de Bébé Lilly, sort dans les bacs. La première semaine de son exploitation, la chanson arrive à la 9e place. La semaine suivante, le titre se place à la 8e position.
Viens avec moi, le deuxième extrait de l'album, remporte un succès moindre : il arrive 15e au Top 50. Le single reste 21 semaines dans le Top 100 des ventes de singles en France.
Le 7 mars 2009, le dernier extrait de l'album, intitulé Même Pas Peur, sort dans les bacs. Le titre passe 2 semaines à la 10e place et reste 27 semaines dans les meilleures ventes de single en France. Le clip est une partie du spectacle.

## Discographie

### Albums
| Année | Album                                   | Classement des ventes | Classement des ventes |
| Année | Album                                   | France                | Belgique              |
| ----- | --------------------------------------- | --------------------- | --------------------- |
| 2006  | Mon monde à moi                         | 32                    | 49                    |
| 2007  | Mon tour du monde à moi                 | 59                    | -                     |
| 2008  | Les Aventures de Bébé Lilly             | 34                    | 65                    |
| 2008  | Les Aventures de Bébé Lilly (Collector) | 69                    | -                     |
| 2009  | Drôle de planète                        | 52                    | -                     |
| 2010  | Ma Baby Boom                            | 71                    | -                     |
| 2010  | Bébé Lilly Story                        | 45                    | -                     |
| 2010  | Bébé Lilly Chante Noël                  | 76                    | -                     |
| 2010  | Bébé Lilly Ed                           | 56                    |                       |
| 2011  | Le mystère de l'Étoile Bleue            | 65                    | -                     |
| 2012  | Baby Star                               | 90                    | -                     |

### Singles
| Année | Single                                  | Classement des ventes | Classement des ventes | Classement des ventes | Album                                      |
| Année | Single                                  | France                | Belgique              | Suisse                | Album                                      |
| ----- | --------------------------------------- | --------------------- | --------------------- | --------------------- | ------------------------------------------ |
| 2006  | Allô Papy                               | 5                     | 26                    | -                     | Mon Monde A Moi                            |
| 2006  | Les Bêtises (reprise de Sabine Paturel) | 8                     | 13                    | 90                    | Mon Monde A Moi                            |
| 2006  | La Jungle des animaux                   | 4                     | -                     | -                     | Mon Monde A Moi                            |
| 2006  | Petit Papa Noël (reprise de Tino Rossi) | 5                     | -                     | 41                    | Mon Monde A Moi                            |
| 2007  | Les Cow-boys                            | 6                     | -                     | -                     | Mon Monde A Moi                            |
| 2007  | Mon mégamix à moi                       | 5                     | -                     | -                     | Les Vacances de Bébé Lilly                 |
| 2007  | Les Pirates                             | 10                    | -                     | -                     | Mon Tour du monde à moi                    |
| 2007  | 1000 et une Nuits                       | 12                    | -                     | -                     | Mon Tour du monde à moi                    |
| 2008  | Dans l'Espace                           | 7                     | -                     | -                     | Mon Tour du monde à moi                    |
| 2008  | La Changa                               | 8                     | -                     | -                     | Les Aventures de Bébé Lilly                |
| 2008  | Viens avec moi                          | 15                    | -                     | -                     | Les Aventures de Bébé Lilly                |
| 2008  | Le Super Mégamix                        | 8                     | -                     | -                     | Les Aventures de Bébé Lilly (Édition Noël) |
| 2009  | Même pas peur                           | 10                    | -                     | -                     | Les Aventures de Bébé Lilly                |
| 2009  | Les jeux vidéo                          | 19                    | -                     | -                     | Drôle de Planète                           |
| 2009  | Les Fantômes                            | 20                    | -                     | -                     | Drôle de Planète                           |
| 2009  | Drôle de Planète                        | 24                    | -                     | -                     | Drôle de Planète                           |
| 2009  | Petit Papa Noël (reprise de Tino Rossi) | 9                     | -                     | -                     | Drôle de Planète (Édition Noël)            |
| 2010  | Le Mégamix 2010                         | 13                    | -                     | -                     | Bébé Lilly Ed                              |
| 2010  | Dur, dur d'être bébé (reprise de Jordy) | 15                    | -                     | -                     | Ma Baby Boom                               |
| 2010  | Big Bisou (reprise de Carlos)           | 18                    | -                     | -                     | Ma Baby Boom                               |
| 2010  | 1, 2, 3 Soleil                          | 11                    | -                     | -                     | Bébé Lilly Story                           |
| 2010  | Les Contes de fée                       | 12                    | -                     | -                     | Le mystère de l'Étoile Bleue               |
| 2012  | Poupée Décalée (feat. Moussier Tombola) | 345                   | -                     | -                     | Baby Star                                  |
| 2012  | Baby Star                               | 865                   | -                     | -                     | Baby Star                                  |

### DVD vidéos
- Mon dvd à moi, 2006
- Mon super dvd, 2007
- Les super-clips de Bébé Lilly, 2008
- Mon super-karaoké, 2009
- Les aventures de Bébé Lilly - Le spectacle musical (édition simple), 2009
- Les aventures de Bébé Lilly - Le spectacle musical (édition collector), 2010
- L'intégrale des Clips, 2010
- L'intégrale des Clips (Spécial Noël), 2010
- Mon best-of des clips, 2010
- Bébé Lilly et le mystère de l'étoile bleue, 2010
- La fabuleuse aventure de Bébé Lilly le livre audio + le best of des clips, 2011